# Julian Huxley
Julian Sorell Huxley FRS (Londres, 22 de junio de 1887-14 de febrero de 1975) fue un biólogo evolutivo, escritor, eugenista internacionalista británico, conocido por sus contribuciones a la popularización de la ciencia a través de libros y conferencias. Fue el primer director de la Unesco y fue nombrado caballero británico en 1958. Apoyó las teorías de la selección natural, fue una de las figuras destacadas de la síntesis evolutiva moderna. Fue el secretario de la Sociedad Zoológica de Londres y uno de los fundadores del Fondo Mundial para la Naturaleza. 
Huxley formaba parte de una familia distinguida. Su hermano era el escritor Aldous Huxley y era medio hermano de otro biólogo, el premio Nobel Andrew Huxley. Su padre fue un escritor y editor Leonard Huxley y su abuelo paterno el biólogo T. H. Huxley, famoso por ser colega y apoyar a Charles Darwin. Su abuelo materno fue el académico Tom Arnold.

## Biografía

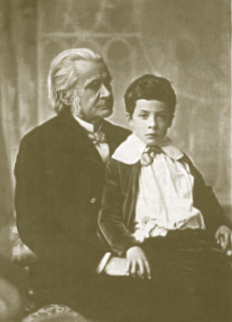
Thomas Henry y Julián Huxley en 1895.

Huxley nació el 22 de junio de 1887, en la casa de su tía en Londres mientras su padre asistía a unas celebraciones en honor de la reina Victoria. De joven ya mostró un gran interés por la naturaleza, recibiendo lecciones de su abuelo. A los 13 años ingresó en el Colegio Eton. Allí se interesó por la ornitología y en 1905 obtuvo una beca en zoología en el Balliol College de la Universidad de Oxford.

Su árbol genealógico.

En 1906, después de pasar un verano en Alemania, Huxley se instaló en Oxford donde se interesaría en embriología y en el estudio de protozoos. En 1909 se graduó como número uno de su promoción. Pasó el año siguiente en la Estación de Biología Marina de Nápoles.

## Trayectoria
En 1910 ingresó como profesor en Oxford, y antes de aceptar el puesto de profesor adjunto en el Instituto Rice, Huxley pasó un año en Alemania preparándose para su nuevo y exigente trabajo pasando en 1912 a la Universidad Rice de Houston, Texas.
En septiembre de 1916 Huxley regresó de Texas para colaborar en las labores de la guerra, trabajando en inteligencia, primero en el Government Communications Headquarters, la agencia de inteligencia británica destinada a proporcionar señales para la inteligencia, y posteriormente en el norte de Italia. Después de la guerra se le ofreció un puesto en Oxford, que había perdido muchos profesores y alumnos durante la guerra. En 1925 Huxley se trasladó al King's College de Londres como profesor de Zoología, pero en 1927 abandonó la enseñanza y la investigación para dedicarse a tiempo completo junto con H. G. Wells y G. P. Wells a The Science of Life.
En 1935 Huxley fue nombrado secretario de la Sociedad Zoológica de Londres y dedicó una buena parte de los siete años siguientes a la gestión de la sociedad y sus jardines zoológicos junto con sus investigaciones zoológicas. En 1941 inició una serie de conferencias por Estados Unidos, debido a la entrada del país en la guerra. El viaje se prolongó, lo que fue usado por la Sociedad Zoológica como excusa para retirarle del puesto de secretario en el que no querían que continuara. Huxley aprovechó esta oportunidad para dedicar, en buena parte, el resto de su vida a la popularización de la ciencia y a problemas políticos.
Junto con sus investigaciones en zoología, Huxley también contribuyó con trabajos teóricos a la biología evolutiva y formó parte del conjunto de personas que dieron un impulso clave al campo de la síntesis evolutiva moderna. Su interés por la observación de aves durante su juventud le hizo interesarse por la ornitología, y durante su vida ayudó a diseñar sistemas para la observación y conservación de las aves. También escribió varios artículos sobre etología de aves. Huxley fue amigo y mentor del biólogo Konrad Lorenz. Sus intereses investigadores también incluían los campos de la medicina y de la, entonces incipiente, biología molecular. 

## UNESCO

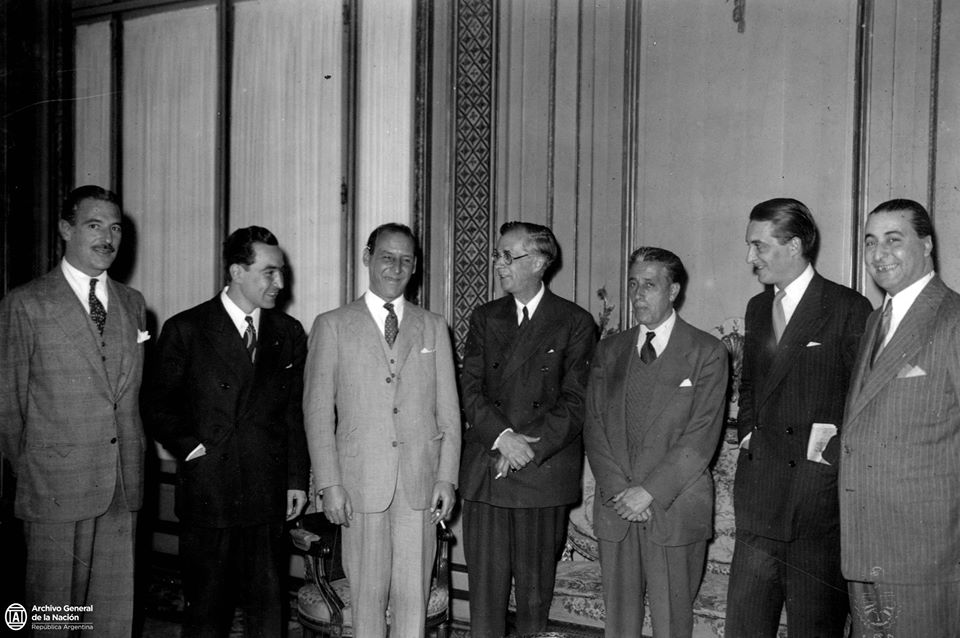
Entrevista del ministro de relaciones exteriores de Argentina, Juan Atilio Bramuglia, con Huxley (1948).

En 1938 Huxley visitó Kenia y otros países del África oriental para ver las labores de conservación que se llevaban a cabo allí, incluyendo la creación de parques nacionales en zonas inhabitadas a causa de la malaria. Posteriormente, el gobierno británico le otorgó la tarea de hacer un estudio en países de la Commonwealth del África occidental para localizar lugares adecuados para la fundación de universidades. En estos viajes Huxley desarrolló una preocupación por la educación y la conservación en el mundo, y por ello se involucró en la creación de la Unesco, de la que fue el primer director general en 1946.
Los intereses de Huxley relacionados con la internacionalización y la conservación también le llevaron a establecer el Fondo Mundial para la Naturaleza.

## Eugenesia
Huxley fue un miembro destacado de la Sociedad de la Eugenesia Británica, siendo vicepresidente (1937–1944) y presidente (1959–1962). Él pensó que se importó la eugenesia por sacar variantes indeseables del acervo génico; aunque después de la Segunda Guerra Mundial creía que la raza fue un concepto sin significado alguno en la biología, y que su aplicación como sistema de clasificación era muy inconsistente.
Huxley fue un crítico franco de la eugenesia más extrema en las décadas de las 1920 y 1930, el estímulo siendo la fertilidad más grande de los pobres «inútiles» en comparación con los clases más ricos «responsables». Sin embargo fue un dirigente en el movimiento de eugenesia y dio la conferencia Galton dos veces, en 1936 y 1962. 
En 1957, Huxley inventó el término «transhumanismo» por su punto de vista que los seres humanos deben mejorarse a través de la ciencia y la tecnología, quizás incluyendo la eugenesia pero también la mejora del ambiente social.

## Obra
- The individual in the animal kingdom (1911)
- The courtship habits of the Great Crested Grebe (1914)
- Essays of a Biologist (1923)
- The stream of life (1926)
- Animal Biology (con J. B. S. Haldane, 1927)
- Religion Without Revelation (1927, revisado en 1957)
- The Tissue-Culture King (science fiction, 1927)
- Ants (1929)
- Bird-watching and bird behaviour (1930)
- What dare I think? (1931)
- The Science of Life (con H.G. & G.P. Wells - 1931)
- The captive shrew and other poems (1932)
- Scientific Research and Social Needs (1934)
- Elements of experimental embryology (con Gavin de Beer, 1934)
- An introduction to science (con E. N. Andrade, 1934)
- Thomas Huxley's Diary of the Voyage of H.M.S. Rattlesnake (1935)
- We Europeans. A survey of racial problems (con A. C. Haddon, 1936)
- The present standing of the theory of sexual selection. In G. R. de Beer (ed.) Evolution: Essays on aspects of evolutionary biology (pp. 11-42). Oxford: Clarendon Press. (1938)
- Animal language (1938)
- The Living Thoughts of Darwin (1939)
- The New Systematics (1940)
- The uniqueness of man (1941)
- Evolution: the Modern Synthesis (1942)
- Democracy marches (1941)
- Evolutionary Ethics (1943)
- TVA: Adventure in planning (1944)
- On living in a revolution (1944)
- Touchstone for Ethics (1947)
- Man in the Modern World (1947) eBook
- Heredity, East and West (1949)
- Evolution in action (1953)
- From an Antique Land: Ancient and Modern in the Middle East (1954)
- Kingdom of the beasts (con W. Suschitzky, 1956)
- Biological Aspects of Cancer (1957)
- Towards a New Humanism (1957)
- The story of evolution (1958)
- New Bottles for New Wine (1958)
- The Humanist Frame (1962) y elaboró Essays of a Humanist (1964)
- From an Antique Land (1966)
- The Courtship Habits of the Great Grebe (1968)
- The wonderful world of evolution (1969)
- Memories (1970)
- Memories II (1973) [su autobiografía]
- The Mitchell Beazley Atlas of World Wildlife. Mitchell Beazley, Londres; también publicado como The Atlas of World Wildlife. Purnell, Ciudad del Cabo. (1973)

### Ensayos
- «Transhumanism» in New Bottles for New Wine. London: Chatto & Windus, 1957.
- «The New Divination» Archivado el 11 de febrero de 2021 en Wayback Machine. in Essays of a Humanist. London: Chatto & Windus, 1964.

### Términos acuñados
- Clado (1957): un taxón monofilético ; una sola especie y su descendencia.
- Clina (1938): un gradiente de frecuencia alélica en una población, a lo largo de una transecta.
- Grupo étnico (1936): lo opuesto a raza.
- Grado evolutivo (1959): un nivel de avance evolutivo, en contraste con un clado.
- Mentefacto (1955): objetos consistentes de ideas en la mente de un pueblo.
- Morfo (1942): como más correcto y más simple que polimorfo
- Ritualización (1914): actividades formalizadas en el comportamiento de las aves, causadas por las cadenas de comportamiento heredados.
- Sociofacto (1955):objetos que consisten de interacciones entre miembros de un grupo social.
- Transhumanismo (1957): la mejora de los humanos.